# Thelotrema rimulosum
Thelotrema rimulosum är en lavart som beskrevs av Müll. Arg. 1891. Thelotrema rimulosum ingår i släktet Thelotrema och familjen Thelotremataceae.   Inga underarter finns listade i Catalogue of Life.